# Batalha de Chickamauga
A Batalha de Chickamauga, travada entre 18 e 20 de setembro de 1863, entre as forças americanas e confederadas na Guerra Civil Americana, marcou o fim de uma ofensiva da União no sudeste do Tennessee e no noroeste da Geórgia - a Campanha de Chickamauga.
Ela foi a primeira grande batalha da guerra travada na Geórgia, a derrota mais significativa da União no "Teatro Ocidental", e envolveu o segundo maior número de baixas depois da Batalha de Gettysburg.